# Welcome to My Life (documentário)
Welcome to My Life é um autodocumentário lançado em 2017 baseado na vida e carreira do cantor e dançarino norte-americano Chris Brown. Foi dirigido por Andrew Sandler. Várias celebridades, incluindo Jennifer Lopez, Mike Tyson, Rita Ora, Usher e Tyga, participaram do filme e compartilharam depoimentos sobre a história de Brown.

## Sinopse
O filme trata sobre a vida e a carreira de Chris Brown desde o inicio até o ano de 2016. Começa mostrando as origens do artista em um contexto social pobre e desfavorecido, no qual sofreu agressões de seu padrasto violento, até sua mãe desenvolver coragem de se separar dele. No entanto, desde cedo Brown conseguia se destacar na escola e ser notado devido a sua facilidade em mostrar grande carisma e sua disposição e habilidades para as artes e música. 
Depois de ter uma ascensão meteórica ao sucesso e a fama em seus dois primeiros álbuns, Chris Brown e Exclusive, ao mesmo tempo em que namorava a popstar, cantora Rihanna. Brown conta os bastidores de como se conheceram, como era o seu relacionamento e também do momento em que ocorreu o incidente de violência doméstica, pelo qual foi posteriormente condenado. Brown se concentra em suas emoções, revelando ter tido pensamentos suicidas derivados de seus sentimentos de culpa.
No trailer do filme, Brown diz que sua reputação caiu drasticamente após o ataque a Rihanna em 2009: “Passei de estar no topo do mundo, com músicas número um, sendo o queridinho da América, e passei a ser o inimigo público número um”.
A partir deste momento, Brown passa a explicar sobre as dificuldades subsequentes em sua carreira, o retorno ao sucesso comercial com o seu álbum F.A.M.E., e sobre seus problemas psicológicos e o uso de drogas que o levaram a outros problemas legais, acabando por passar três meses na prisão. 
Depois, Brown conta sobre seu relacionamento com a modelo Karrueche Tran, e relata sobre o que sentiu durante os três meses que passou na prisão em isolamento e o apoio que recebeu de familiares, amigos e fãs. O artista também explicou os altos e baixos de seu relacionamento com Tran e de como, durante um momento de pausa no relacionamento, ele de maneira inesperada teve sua primeira filha, Royalty Brown, encerrando definitivamente o relacionamento, mas iniciando um novo como pai, que profundamente o afetou como homem e artista. 
Brown conclui o documentário falando sobre o momento em que o juiz encarregado de acompanhar seu caso finalmente encerrou seu período de liberdade condicional, iniciando uma nova fase em sua vida.

## Elenco
- Chris Brown
- Mary J. Blige
- Jennifer Lopez
- Rita Ora
- DJ Khaled
- Jamie Foxx
- Mike Tyson
- Usher
- Tyga
- Stephen Hill
- Mark Pitts
- Terrence Jenkins
- Mark Geragos (Advogado de Brown)
- Joyce Hawkins (Mãe de Brown)

## Marketing
O primeiro trailer do documentário foi lançado em abril de 2016. A estreia aconteceu no dia 7 de junho de 2017 durante um evento que contou com a presença de Brown, sua família e participantes da produção do documentário, além de outras celebridades como Jhené Aiko, Kap G, Puff Daddy e Kid Ink.
Seu lançamento foi feito apenas em alguns cinemas selecionados exclusivamente nos Estados Unidos, Reino Unido e México. Meses depois, o documentário foi distribuído mundialmente por um tempo pela Netflix.

### Trilha sonora
Como parte da trilha sonora, Brown lançou uma nova música intitulada "Welcome To My Life", em parceria com o rapper Cal Scruby.

## Recepção
O filme teve boa recepção pela crítica, tendo recebido uma avaliação de 75% no Rotten Tomatoes com base em 25 avaliações.
Críticos elogiaram a sinceridade do documentário. Craig Jenkins, do Vulture,, afirmou que o documentário é "repleto de estrelas, mas meio incompleto", achando-o "totalmente honesto", com Brown estando "rouco e com olhos vidrados em alguns pontos, lúcido, mas lutando contra a difícil tarefa de assumir seus muitos defeitos".
Sobre o documentário, Rachel Leah do Salon falou sobre a importância dos depoimentos de Brown sobre violência doméstica, afirmando: “As ações de Chris Brown são indesculpáveis, mas o que ele diz sobre a violência masculina é vital”.

### Bilheteria
Embora a distribuição nos cinemas tenha sido limitada, os locais onde o filme foi lançado teve salas esgotadas. Welcome to My Life vendeu, entre vendas domésticas de DVD e blu-ray, mais de 70.000 cópias.